# Armavir (città)
Armavir (in armeno Արմավիր? è una città situata nella parte occidentale dell'Armenia. Fondata nel 1931 è capoluogo della provincia omonima.
Armavir è anche sede della Diocesi di Armavir della chiesa apostolica armena.

## Origine del nome
Fondata nel 1931 con il nome di Sardarapat  dal 1935 al 1992 era chiamata Hoktemberyan (città di ottobre) in onore della rivoluzione d'ottobre. 
Nel 1992 il governo dell'Armenia decise di rinominarla Armavir, lo stesso nome dell'antica città di Armavir che fu capitale dell'Armenia durante la dinastia degli Orontidi.
Il sito archeologico è situato circa 8 km a sud della città.

## Storia

### Antichità
L'area di Armavir era abitata già dal VI o V millennio a.C., come mostrano i ritrovamenti di strumenti in ossidiana e oggetti in bronzo o terracotta risalenti a quel periodo.
Il re Argishtis I di Urartu costruì una fortezza nella zona con il nome di Argishtikhinili nell'VIII secolo a.C.. Nel 331 a.C., quando l'Armenia, sotto la Dinastia degli Orontidi, riaffermò la sua indipendenza dall'Impero Achemenide, Armavir fu scelta come capitale. Sono state ritrovate tavole d'argilla del periodo Achemenide scritte in lingua elamitica sull'epopea di Gilgamesh. Varie iscrizioni in greco ellenistico, incise attorno al III secolo a.C., includono poesie di Esiodo, frammenti di Euripide, una lista dei mesi in antico macedone e nomi di re della dinastia Orontide.
Armavir fu poi legata, in ordine, alla dinastia seleucide, ai Parti, al Regno d'Armenia, all'Impero Romano, ai Sasanidi e all'Impero Bizantino, fino alla conquista da parte degli Arabi nel 645.

### Medioevo
Il dominio arabo durò fino all'inizio del IX secolo, quando il controllo della città passò alla dinastia Sajid, che dominava l'attuale Iran. In seguito venne la dominazione georgiana con la dinastia dei Bagrationi.
L'Impero Bizantino riconquistò la regione nel 1045, che poi passò ai Turchi Selgiuchidi nel 1064, i quali rinominarono la città Sardarapat. In seguito al declino dell'Impero Selgiuchide la regione ritornò sotto il controllo georgiano, poi sotto quello azero (dinastia degli Ildegizidi) e l'Impero Corasmio. I Mongoli conquistarono la regione nel 1239 e crearono l'Ilkhanato nel 1256. Poi la regione passò alle dinastie dei Chupanidi nel 1353, dei Jalayiridi nel 1357 e dei Kara Koyunlu nel 1388. Questi ultimi la persero nel 1400 ad opera di Tamerlano, per poi riprenderla con Kara Yusuf nel 1407. Shah Rukh, figlio di Tamerlano, riuscì a riprenderne il controllo nel 1421 e nel 1429 ma poi, nel 1447, tornò definitivamente ai Kara Koyunlu con Jahan Shah.

### Dal XVI al XIX secolo
Il dominio dei Kara Koyunlu durò fino alla conquista, nel 1468, da parte degli Ak Koyunlu di Uzun Hasan, che erano i principali avversari dei Kara Koyunlu. Il dominio degli Ak Koyunlu terminò con la conquista del territorio, nel 1501, da parte di Ismail I, fondatore della dinastia dei Safavidi. L'Impero ottomano occupò a varie riprese la regione (nel 1514, nel 1534, nel 1548, nel 1553 e nel 1585) fino ad una conquista stabile nel 1603 da parte dei Safavidi con Abbas I di Persia. L'Impero Ottomano riuscì ancora ad occupare la regione nei periodi tra il 1635-1636 e tra il 1724-1736. Alla morte di Nadir Shah, nel 1747, il controllo passò al Kanato di Yerevan che era un principato musulmano sotto il controllo persiano.

### Dominazione russa
Con la III guerra Russo-Persiana il territorio di Sardarapat passò alla Russia. La Persia tentò la riconquista con la IV guerra Russo-Persiana in cui, inizialmente, riuscì a spingere i Russi fin oltre l'Azerbaigian, ma il generale russo Ivan Paskevič, comandante dell'esercito, riconquistò l'Azerbaigian e occupò il Kanato di Yerevan nel 1827 che passò alla Russia con il Trattato di Turkmenchay nel 1828. Sardarapat divenne parte della provincia (oblast') dell'Armenia, poi gubernija di Yerevan nel 1840.
In seguito alla Rivoluzione di febbraio del 1917, la regione fu messa dal Governo Provvisorio Russo sotto l'autorità del Comitato Speciale Transcaucasico, poi Repubblica Federale Democratica Transcaucasica ed infine, quando nel maggio 1918 la Repubblica Transcaucasica si dissolse, sotto la Repubblica Democratica d'Armenia che dovette far fronte all'invasione ottomana. Tra il 21 ed il 24 maggio l'esercito russo-armeno riuscì a respingere gli ottomani nella Battaglia di Sardarapat, considerata la battaglia che ha salvato l'Armenia dalla sparizione. Comunque gli ottomani occuparono gran parte del governatorato di Yerevan, costringendo gli armeni a siglare il Trattato di Batumi nel giugno 1918. L'esercito ottomano si ritirò in seguito alla firma dell'Armistizio di Mudros, in base al quale Sardarapat ritornò all'Armenia nel novembre 1918.

### Periodo sovietico
L'invasione sovietica iniziò il 29 novembre 1920 ad opera dell'Armata Rossa. I sovietici presero Yerevan il 4 dicembre 1920, due giorni dopo la firma del Trattato di Alexandropol con la Turchia, che venne sostituito dal Trattato di Kars. I sovietici proclamarono la Repubblica Social Sovietica d'Armenia sotto la guida di Aleksandr Miasnikyan. Nel 1922 venne inclusa nella Repubblica socialista sovietica federata Transcaucasica.
Nel 1935 i sovietici cambiarono il nome della città da Sardarapat in Oktamberyam, in onore della Rivoluzione d'ottobre, e nel 1936 sciolsero la Repubblica Transcausica mettendola sotto la Repubblica Social Sovietica d'Armenia.

### Periodo post-sovietico
Nel 1991 l'Armenia dichiarò la sua indipendenza dall'URSS e nel 1992 il nome della città venne cambiato nell'attuale Armavir, come era il nome dell'antica capitale.

## Nome
La città moderna è stata fondata nel 1931 con il nome di Sardarabad, e, tra il 1935 e il 1995, è stata conosciuta anche come Hoktemberyan (Città d'Ottobre), probabilmente in onore della rivoluzione d'ottobre.
Nel 1992 la città è stata ridenominata Armavir, in onore della vicina città antica di Armavir, risalente all'VIII secolo a.C..

## Sport
- Araks Armavir (calcio)